# Ken Tajiri
Ken Tajiri (født 11. juni 1993) er en japansk fodboldspiller, som spiller for den japanske fodboldklub AC Nagano Parceiro.